# Mais qui a tué Mona ?
Pour plus de détails, voir Fiche technique et Distribution.
Mais qui a tué Mona ? ou Qui a tué Mona ? au Québec (VO : Drowning Mona) est un film américain réalisé par Nick Gomez, sorti en 2000.

## Synopsis
Quelque part au nord de Manhattan se trouve la paisible petite ville de Verplanck. Aucun événement n'a jamais attiré l'attention des médias sur cette bourgade. Pourtant, Verplanck possède ses histoires. Un jour, Mona Dearly, une des personnalités locales, conduit la Yugo de son fils et tombe dans la rivière. Sa mort laisse tout le monde indifférent. Le meurtre se confirme alors bien vite avec la découverte d'indices montrant que le véhicule a été saboté. 
Le chef de la police, Wyatt Rash, tente alors d'élucider le crime en rencontrant une galerie de personnages qui gravitaient autour de Mona. Mais l'enquête pourrait s'avérer bien longue, car aucun habitant n'appréciait Mona. Même ses proches la détestaient. 
Elle menait la vie dure à son fils Jeff et à son partenaire Bobby Calzone ; elle ne s'occupait pas de Phil, son mari ; elle détestait Ellen Rash, la fiancée de Bobby et le lieutenant Feege.

## Distribution
- Danny DeVito (VF : Jacques Bouanich ; VQ : Jean-Marie Moncelet) : le shérif Wyatt Rash
- Bette Midler (VF : Michèle Bardollet ; VQ : Anne Caron) : Mona Dearly
- Neve Campbell (VF : Cathy Diraison ; VQ : Charlotte Bernard) : Ellen Rash
- Jamie Lee Curtis (VF : Marie Vincent ; VQ : Madeleine Arsenault) : Rona Mace
- Casey Affleck (VF : Jérôme Berthoud ; VQ : Sébastien Reding) : Bobby Calzone
- William Fichtner (VF : Marc Alfos ; VQ : Jean-Luc Montminy) : Phil Dearly
- Marcus Thomas (VF : Bruno Carna ; VQ : Patrice Dubois) : Jeff Dearly
- Peter Dobson (VQ : Marc-André Bélanger) : le lieutenant Feege Gruber
- Kathleen Wilhoite (VF : Odile Schmitt ; VQ : Marie-Andrée Corneille) : Lucinda
- Tracey Walter (VF : Dominique Paturel) : Clarence
- Will Ferrell : le directeur des pompes funèbres
- Paul Ben-Victor (VQ : Denis Roy) : Député Tony Carlucci
- Mark Pellegrino (VF : David Krüger ; VQ : Pierre Auger) : Murph Calzone
- Paul Schulze (VF : Lionel Melet ; VQ : Daniel Lesourd) : l'adjoint Jimmy D.
- Melissa McCarthy : Shirley
- Raymond O'Connor (VF : Patrice Dozier) : le père Tom Stowick
- Lisa Rieffel (VF : Natacha Muller) : Valérie Antonielli
- Robert Arce (VF : François Jaubert) : le docteur Schwartz
- Brian Doyle-Murray (VF : Philippe Bellay) : le conducteur de camion

Sources et légende : version française (VF) sur Voxofilm ; version québécoise (VQ) sur Doublage.qc.ca